# تمثال جوماتيشوارا
تمثال جوماتيشوارا هو تمثال يقع في ولاية كارناتاكا،الهند.يجذب التمثال العديد من أتباع الديانة الجاينية حول العالم.